# 山田十平衛
山田 十平衛（やまだ じゅうべい）は、SNKの対戦型格闘ゲーム『餓狼伝説』シリーズに登場する架空の人物。名前は「じゅうべえ」ではなく「じゅうべい」と読む。

## キャラクター設定
『餓狼伝説2』（以下『餓狼2』と表記）にて初登場。齢70という老年であるが、若い頃は「鬼の山田」と恐れられた凄腕の柔道家。不知火舞の祖父・不知火半蔵（アンディ・ボガードの師匠でもある）とは知り合い。
相当なスケベであり、大会に参加したのも「女の子にもてたい」というのが理由。『餓狼伝説スペシャル』（以下『餓狼SP』と表記）のエンディングではセーラー服の女子高生たちに囲まれていた。『餓狼SP』での舞との対戦前には「やっぱり女の子はよいのう」と発言する。
戦いの舞台は日本の熊本県にある大きな和風家屋の中で、5枚の屏風が並んでいる。初登場の『餓狼2』では屏風に山水画や虎などが描かれている。『餓狼SP』では屏風の絵柄が人物画の浮世絵に変更され、ラウンド4（エクストララウンド）まで進むと5枚の屏風にはそれぞれ「山」「田」「十」「平」「衛」と彼の名前が一字一句ずつ大きく書かれたものに変更される。
『餓狼SP』の出場以後はステージ背景やエンディングに登場している。『餓狼伝説3』ではテリー・ボガードのステージ（海岸）、ジョー・ヒガシのステージ（南国風の庭）、舞のステージ（水族館）にて、一定の確率で赤フンドシ一丁の姿で登場する。サイトロン・レーベルよりリリースされた『餓狼伝説3』の攻略ビデオでは、終盤のスタッフロールで舞のステージの背景で十平衛が泳ぐ姿を見たブルー・マリーが不審に思い、テリーたちに尋ねるも彼らは慌てて知らないフリをするやり取りがある。
開発担当者によると、「“常に何か物を食っている”イメージがある、という。現実に動かしてみると、十平衛は食欲よりも色欲が優先してしまった。でも、単なるエロジジイではない面もユーザーは見ている。『ゲームでは使わないけど十平衛さん好き！』と言う人はいる。その『好き』は、テリーやアンディとはまた違う意味 -シブくてかわいいおじいちゃん- が込められている」「たとえ強かろうが弱かろうが、女の子の視線を集めたという点ではすでに目的は果たしているような気がする」という。

## 他のメディアでの十平衛
アニメや漫画版では年配者らしく、主要キャラクターへの良きサポーターとしての活躍が目立った。
『コミックゲーメスト』掲載の『餓狼伝説2 公式ストーリーコミック』では師・不知火半蔵の指示で訪れたアンディとの稽古で「空破弾はまだ磨ける技」とアドバイスを与え、超烈破弾開眼のきっかけを作った。
『バトルファイターズ 餓狼伝説』シリーズでは家を訪れた舞の胸を揉んだり、ディスコで若い女性たちとはしゃいだりと、原作ゲームでおなじみのスケベな面も見られたが、ヴォルフガング・クラウザーおよびシュトロハイム家やゴーダマス一族についての情報を伝達した。テレビアニメ『バトルファイターズ 餓狼伝説2』ではアンディと勝負し、結果は「空破弾」で倒されるも、躊躇っていた舞にアンディとの同行を促して、何事も無かったかのように飄々とキセルで一服したシーンもあった。この作品では、アンディや舞に「十平衛先生」と呼ばれている。
『コミックボンボン』版『餓狼伝説2』ではビリー・カーンに敗北して、格闘家としての自信を失っていたテリーに無理に勝負を挑む荒療治を施した結果、テリーが立ち直るきっかけを作ったが、その直後に半ば発狂したローレンス・ブラッドに家を壊される災難にあう。しかし、ローレンスを難なく撃破したテリーの姿を見て「地獄の鬼も道を譲る」と評して、その成長振りに満足していた様子を見せた。
『コミックゲーメスト』版の『ザ・キング・オブ・ファイターズ94外伝』でも、アンディや舞の良き後見人として活躍する。相変わらずのセクハラ振りも健在であるが、イタリアへ旅立つアンディを新東京国際空港で見送ったり、龍虎チームと相打ちとなり満身創痍の状態であった餓狼チームのメンバーに、「格闘家としての生命を賭けてまで決着をつける必要はない」と諭し、ドクターストップによる両者敗退を受け入れるよう促した。その際、無理やり出ようとしたジョーに対して、硬い煎餅を顔面に叩き付けることで制裁を加えた。

## ゲーム上の特徴
小柄で動きが軽い反面、攻撃力が低めに設定されている。柔道家だけに多彩な投げ技を持つ。
『ゲーメスト』の増刊号に掲載されたダイアグラムではタン・フー・ルーに次いで低い14位となった。
CPUの十平衛は「センベイ手裏剣」を溜めることなく連続で出し、センベイを投げた直後に「ダッシュ二本背負い」を出し、対戦では不可能な猛攻を仕掛けてくる。
CPUの十平衛について、『餓狼伝説SPECIAL 必勝攻略法』では、「コンピュータの中では最も厄介な相手」「COM十平衛とはまともに戦おうと思わない方が一番」と評されている。

## 技の解説

### 通常技
| 操作     | 立ち（近距離） | 立ち（遠距離） | しゃがみ               | 垂直ジャンプ   | 前方ジャンプ   | 後方ジャンプ   |
| -------- | -------------- | -------------- | ---------------------- | -------------- | -------------- | -------------- |
| 弱パンチ | 平手打ち       | 平手打ち       | しゃがみ十平衛チョップ | 脳天空竹割り   | 脳天空竹割り   | 脳天空竹割り   |
| 強パンチ | 平手打ち       | 平手打ち       | しゃがみ十平衛チョップ | 大脳天空竹割り | 大脳天空竹割り | 大脳天空竹割り |
| 弱キック | 中段前蹴り     | 中段前蹴り     | だるま落とし           | かかと落とし   | 二漕跳び蹴り   | 二漕跳び蹴り   |
| 強キック | 中段前蹴り     | 中段前蹴り     | 滑り込み蹴り           | 大かかと落とし | 大二漕跳び蹴り | 大二漕跳び蹴り |

### 避け攻撃
抜き手打ち　
「センベイ手裏剣」と同じ動作で、抜き手による攻撃を放つ。

### 通常投げ
一本背負い
全キャラクター共通の入力コマンドで出せる通常投げ。十平衛の通常投げの中で、技後の隙が最も少ない技。
俵投げ
相手を掴み、引きずり込むようにして後方へ投げ飛ばす。
巴投げ
強キックボタンで出る投げ技。相手を掴み、足を使って後方へ投げ飛ばす。
弁慶泣かし
強キックボタンで出る掴み技。相手の脛を連続で蹴り付ける。蹴り終わった後に十平衛は後方に飛ぶが、この時に十平衛が画面端を背にしていると、相手によっては着地の際の硬直時に反撃を受ける。
熊殺し
相手の頭の後ろにつかまり、連続で締める。入力が少々特殊だが、十平衛の掴み技の中では最も威力が高く、強力な技である。また、十平衛の残り体力に応じて威力が変化するという性質がある。
いずな落とし
空中の相手を掴んで連続で回転しつつ、捕らえたまま真下に叩き付ける。有効間合いは、舞の空中投げ「夢桜」よりも広い。なお、十平衛に限らず、『餓狼SP』での空中投げは相手が空中にさえいれば、いかなる状態であっても決めることが可能。

### 必殺技
センベイ手裏剣
大きな煎餅を前方へ投げる飛び道具。溜め時間は短く、動作の隙も少ない。『餓狼SP』では、画面端の相手に密着して通常技の弱攻撃をキャンセルしてこの技の弱を出し、直後に再び弱攻撃を当てて、すばやくキャンセルしてこの技の弱を当てるという連続技も可能。威力こそ低いが気絶値は高く、十平衛を支える主軸となる技だが、しゃがんだ状態（しゃがみガード操作をしない）の舞にはよけられてしまう。
この煎餅は唐辛子を塗りつけた激辛の味で、色違いの十平衛が投げる黄色の煎餅はカレー味である。
挑発ポーズで食べる煎餅はうるち米100％で高級な醤油を使ったもので、担当声優の竹田が実際に煎餅を噛み砕いた生音を収録してSEに用いている。
ダッシュ二本背負い
前方に猛然とダッシュし、掴んだ相手に背負い投げを決める。この技を出した十平衛に対して相手がガードの操作を行うとガードポーズをとるが、その相手も掴める。こういった移動しながら投げに移行していく「移動投げ」はこの技が初めて。『餓狼2』では相手の起き上がりに重ねて出しても掴むことが可能。しかも気絶値が設定されており、連続で決めると相手を気絶させることが可能。ただし移動中の十平衛本体は無防備であり、飛び道具や下方向に攻撃判定が強いジャンプ攻撃には潰されやすい。
『餓狼SP』ではスピードが速くなったが、起き上がりに重ねても投げることは不可能となり（無防備状態のまま相手に接近していく）、威力も低下した。
大いずな落とし
相手を掴んで技名を叫びつつ、回転しながら垂直に上昇、そのまま落下して地面に叩きつける。溜め技であり、下方向のいずれにレバーを入れても問題ないが、有効間合いは十平衛の投げ技の中ではそれほど広くはない。『餓狼SP』では、「ダッシュ二本背負い」と同じく、起き上がろうとしている相手に決めるのは不可能になった。
猫じゃらし
『餓狼SP』で加わったコマンド投げ。相手を掴んで放物線を描くように回転しながら地面に叩きつける。弱攻撃やライン飛ばし攻撃からキャンセルで出しても決まる。

### 超必殺技
ダイナマイトいずな落とし
十平衛の切り札となるコマンド投げ。相手を掴んで台詞を叫びながらキラキラ光るものを出しつつ上昇し、地面に叩き付けた際に大きな爆発を起こす。技の性質は「大いずな落とし」とほぼ同じ。「大いずな落とし」と同じく溜め技だが、レバー入力の方向が一定であり、狙って出さないと決めるのは難しい。
ライン飛ばし攻撃をガードさせてから超必殺技を発動したり、「鳳凰脚」に対してもこの技で吸い込める。
開発陣によれば、最高57メートルまで相手を上げることができるが、そんなに飛んでしまうとタイムアップしてしまうので4〜5メートルに抑えているという。

## 担当声優
- 竹田団吾（『餓狼2』、『餓狼SP』）
- 藤城裕士（「NEO･GEO DJ Station」）
- 八奈見乗児（アニメ『バトルファイターズ 餓狼伝説』および『餓狼伝説 -THE MOTION PICTURE-』）

## 関連人物
- テリー・ボガード - （直接の関係は無いが）二次創作物にて激励した相手
- アンディ・ボガード - テリーの弟で、同じく親友の愛弟子
- 不知火舞 - 親友の孫
- タン・フー・ルー - 古くからの友人、アンディが不知火半蔵に師事するきっかけを作った
- 不知火半蔵 - 親友（『餓狼伝説2』にて死去）